# Chad Hugo
Charles "Chad" Hugo, född 24 februari 1974 i Portsmouth, Virginia, är en amerikansk musiker och producent. Han utgör tillsammans med Pharrell Williams musikproducentduon The Neptunes, som har producernat musik åt artister som Jay-Z, 'NSYNC och Britney Spears. Chad Hugo är även en medlemmarna i rockgruppen N.E.R.D.